# Klibanarios (vzhodnorimska vojaška enota)
Klibanarii so bili elitna konjeniška vojaška enota uvedena v Rimskem cesarstvu v 3. stoletju. Podobni so bili bolj znanim katafraktom. Pomen izraza izhaja iz grške besede Klivanoforoi, kar pomeni "nosilci peči". Tako so bili poimenovani zaradi tega, ker so bili podobno kot katafraktarii povsem prekriti z železnim oklepom, ki se je na bojnem polju hitro segrel do visokih temperatur.  Druga teorija je, da ime izhaja iz iranske enote perzijskega katafrakra Grivpanvar kar pomeni nosilec vratnega ščitnika (Sred. perz.: Griva-e pana varaer).
Grivpanvari oziroma klibanarii so bili bolje opremljeni od katafraktov, predstavljali so najtežjo konjeniško enoto antičnega sveta. Rimski imperij jih je začel uporabljati po vzoru perzijskih vojsk, najbolj so bili priljubljeni v vzhodnih provincah, pojavili pa so se tudi v cesarski vojski Zahodnega rimskega cesarstva po delitvi rimske države.